# Tino di Giovanni Malatesta
Malatestino «Tino» di Giovanni Malatesta (ss. XIV-XV) va ser un noble italià.
Va ser fill de Giovanni di Tino Malatesta. Segons Tonini, el seu nom apareix diverses vegades a la documentació, especialment lligada a la propietat i establiment emfitèutics de terres, on consta amb el seu germà Ludovico. El 1383 estava casat amb Ydana, filla de Ferrantino Malatesta. Posteriorment, segons Clementini, va casar-se amb una altra parenta, Margherita Malatesta, filla del comte de Sogliano, el 1404.